# 誕生寺駅
誕生寺駅（たんじょうじえき）は、岡山県久米郡久米南町里方にある、西日本旅客鉄道（JR西日本）津山線の駅である。

## 歴史
- 1898年（明治31年）12月21日：中国鉄道本線（現在の津山線）開業時に設置される[1]。
- 1944年（昭和19年）6月1日：中国鉄道の鉄道部門が国有化され、国鉄津山線の駅となる[1]。
- 1962年（昭和37年）6月20日：貨物の取り扱いを廃止[1]。
- 1971年（昭和46年）11月15日：荷物扱い廃止[2]。無人化[3]。
- 1974年（昭和49年）：駅舎が日本国有鉄道から久米南町に譲渡される[4]。
- 1987年（昭和62年）4月1日：国鉄分割民営化により西日本旅客鉄道の駅となる[1]。
- 2004年（平成16年）4月11日：駅舎を改装[4]。

## 駅構造

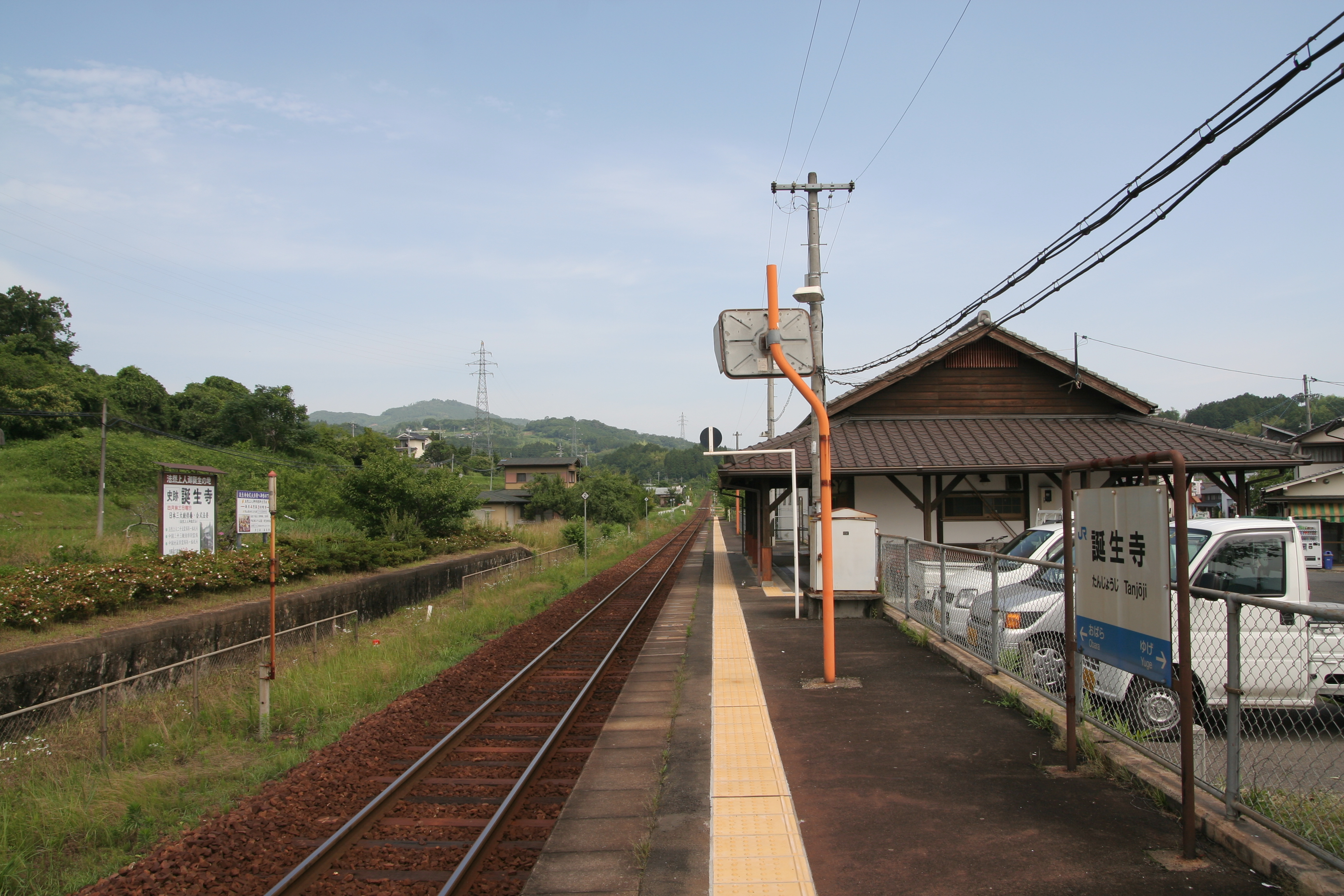
構内（2009年6月）

津山方面に向かって右側に単式ホーム1面1線を持つ地上駅（停留所）。写真にもあるように、かつては相対式2面2線のホームであったが、交換設備は撤去されている。棒線駅のため、津山方面行きと岡山方面行きの双方が同一ホームより発車する。
津山駅管理の無人駅であり、自動券売機は未設置である。2011年（平成23年）末頃まで、駅前の商店で乗車券（常備券のみ）の委託販売を行っていた。木造駅舎を有する。
駅舎は1898年（明治31年）に建てられた開業当時からのものである。2004年（平成16年）に屋根瓦の吹き替え、身障者用トイレの設置、ホームへのスロープ、駐輪場の設置などの改修工事が行われた。

## 利用状況
1日の平均乗車人員は以下の通りである。
| 乗車人員推移 | 乗車人員推移 |
| 年度         | 1日平均人数  |
| ------------ | ------------ |
| 1999         | 76           |
| 2000         | 65           |
| 2001         | 63           |
| 2002         | 52           |
| 2003         | 50           |
| 2004         | 51           |
| 2005         | 48           |
| 2006         | 48           |
| 2007         | 47           |
| 2008         | 55           |
| 2009         | 56           |
| 2010         | 60           |
| 2011         | 56           |
| 2012         | 62           |
| 2013         | 47           |
| 2014         | 45           |
| 2015         | 44           |
| 2016         | 45           |
| 2017         | 49           |
| 2018         | 46           |
| 2019         | 47           |
| 2020         | 47           |
| 2021         | 39           |

## 駅周辺
集落が広がる。
- 誕生寺郵便局
- 誕生寺
- 岡山県立誕生寺支援学校
- 国道53号
- 岡山県道376号上籾誕生寺停車場線

## 隣の駅
西日本旅客鉄道（JR西日本）
 津山線
■快速「ことぶき」
通過
■普通（福渡駅 - 岡山駅間で快速となる「ことぶき」含む）
小原駅 - 誕生寺駅 - 弓削駅